# Individuationsprinzip
Das Individuationsprinzip (lat. principium individuationis; zu individuus, „unteilbar“) bezeichnet das, was die Individualität und Konkretheit des Seienden bedingt und ermöglicht und was die Vielfalt und Verschiedenheit der Individuen erklärt. Seine Diskussion hängt eng mit dem Universalienstreit zusammen.
Die Frage nach dem Individuationsprinzip wird in allen Philosophien zum Problem, die nicht anerkennen, dass die objektive Realität grundsätzlich durch konkrete und individuelle Formen existiert, insofern sie das Allgemeine als das Ursprüngliche überbewerten und als den eigentlichen Seinskern im Seienden ansehen. Für diese Lehren entsteht zwangsläufig die Frage, wie es kommt, dass die Arten dennoch nicht als solche, sondern vielmehr in einer mehr oder weniger großen Vielheit von Individuen existieren. Die Antwort darauf gibt das Individuationsprinzip. Es beantwortet also die Frage: Was muss im Seienden zu dem Allgemeinen, das im Begriff erfasst wird, hinzukommen, damit es zu einem Einzelnen konkret wird?

## Einzelpositionen

### Aristoteles
Die Frage nach dem Individuationsprinzip spielte eine große Rolle in der aristotelischen Metaphysik und in den auf diese aufbauenden Systemen der mittelalterlichen Scholastik.
Aristoteles hatte die Trennung des Allgemeinen  und Einzelnen in der Philosophie Platons zurückgewiesen und das Allgemeine in die Dinge zurückgenommen. Da er jedoch keine richtige Auffassung darüber gewinnen konnte, wie das Verhältnis von Allgemeinem und Einzelnem in den Dingen zu denken sei, entwickelte er seinen Stoff-(Materie-)Form-Schematismus, der den Grundfehler der platonischen Lehre letztlich nicht überwinden konnte. So fasste er die Individuation als Synolon auf, als eine Komposition der Form und des Stoffes (Hylemorphismus). Avicenna hat diesen Zusammenhang in seiner Metaphysik spezifiziert: „Cum enim materia sola principium sit individuationis et nihil sit singulare nisi materia vel per materiam ... dicimus omnes formas potentia  esse in materia et per motum educi de ipsa“. Die platonische Idee wurde somit zum Begriff der Form, und es blieb die Besonderung des Allgemeinen wie auch seine allgemeine Höherstellung und Höherbewertung. Unter diesen Umständen musste das folgende Problem auftreten:
Zur Komposition von Form und Materie
Wenn sich der allgemeine Arttypus von der Form herleitet, worauf ist dann die Vielfalt der Gegenstände innerhalb der Art zurückzuführen? Auf diese Frage antwortete Aristoteles: es ist der Stoff (Materie), der die Individuation bedingt. Jedes Seiende ist eine Komposition aus Form und Materie, wobei die erstere für das Allgemeine, die letztere für das Individuelle aufkommt (in: Metaphysik, VII, 8). Da diese Auffassung schon zu ihrer Zeit erhebliche Unklarheiten hervorrief, weil es nicht einsichtig war, wie die Materie, als reine Potenz und damit völlig unbestimmt, die Individuation bewirken sollte.  Da  diese Auffassung erhebliche Konsequenzen für den Wert der menschlichen Person nach sich zog, entstand in der Folgezeit, vor allem im Mittelalter, um das Individuationsprinzip ein langer und heftiger Streit.

### Mittelalter
Thomas von Aquin und seine Anhänger folgten im Prinzip den Lehren des Aristoteles sahen in der materia signata vel individualis den konkreten Stoff, der mit bestimmten Ausdehnungs- und Größenverhältnissen ausgestatteten Materie, als principium individuationis. Die materia sensibus signata ist individuationis et singularitatis principium. Und formae, quae sunt receptibiles, in materia individuantur per materiam, quae non potest esse in alio. Materia non quomodolibet accepta est principium individuationis, sed solum materia signata (in: De ente et essentia, 1250).
Nach dem Standpunkt der älteren Franziskanerschule (Alexander von Hales, Bonaventura) kann weder ein unbestimmtes, dem Nichts nahestehendes Substrat noch ein Akzidens wie die Quantität die Grundlage der Individuation sein. Die Individuation leite sich vielmehr aus der aktualen Verbindung von Materie und Form (Materie ist bei Bonaventura das hoc esse, die Form aliquid esse) und ihrer gegenseitigen Ermächtigung: Individuatio est ex communicatione materia cum forma. Dabei wird die numerische Individualität durch die Materie, die qualitative Individualität durch die Form begründet. Er versuchte, diese Auffassung zu stützen, indem er eine Mehrheit der Formen für das Seiende annahm und auch von der Materie lehrte, dass sie gänzlich unbestimmt sei.
Bei Heinrich von Gent, Roger Bacon, Richard von Middletown und Duns Scotus ist das Individuationsprinzip in der Form zu sehen. Dementsprechend wird eine Vielheit der Formen (d. h. der Individualideen) angenommen.  Die Form der „Washeit“ (quidditas) wird zur Form der „Diesheit“ (haecceitas). Und unitas individui consequitur aliquam entitatem aliam determinantem istam, et illa faciet unum per se cum entitate naturae.
Für die Nominalisten (Roscelin von Compiègne, Durandus von St. Pourçain, Wilhelm von Ockham und seine Schule)  liegt der Grund der Individuation im Einzelseienden selbst. Es gibt überhaupt nur das Individuelle und das Einzelne. Mit dieser Auffassung wurde jedoch die Frage nach dem Individuationsprinzip praktisch gegenstandslos. Von den verschiedenen Nominalisten (Durand von St. Pourcain, Petrus Aureoli) wurde dies auch ausdrücklich betont. Das Problem des Individuationsprinzips sei eine falsch gestellte Frage. Die Frage laute nicht: Was muss im Gegenstand zum Allgemeinen hinzukommen, damit er individuell wird; die Frage lautet umgekehrt: Es gibt prinzipiell Einzelnes – und es ist zu fragen, was der Grund des Allgemeinen ist, was uns berechtigt, von den von jeher individuellen Gegenständen in der Form der Allgemeinheit zu sprechen.

### Renaissance
Obwohl in der Lehre des Nominalismus die Frage bereits hinreichend gestellt war, ging auch in der folgenden Zeit die Auseinandersetzung um das Individuationsprinzip bzw. um das sich dahinter verbergende Problem des Einzelnen (d. h. des Individuellen) weiter. In der Philosophie der Renaissance waren es vor allem Nikolaus von Kues, Giordano Bruno, Agrippa von Nettesheim, Johann Baptist van Helmont, Franciscus Mercurius van Helmont, Paracelsus und Valentin Weigel, die das Problem erörterten, wobei sie immer stärker die Eigenständigkeit und den Wert des Individuellen betonten und die überkommene Überschätzung des Allgemeinen und seine metaphysische Trennung vom Einzelnen zurückdrängten.

### Leibniz
Einen Höhepunkt und gleichzeitig einen gewissen Abschluss dieser Auseinandersetzung stellten die Lehren von Gottfried Wilhelm Leibniz dar. In seiner Schrift Über das Individuationsprinzip (1663) setzte er sich mit den vorausgegangenen Auffassungen auseinander und zeigte, dass allein die Nominalisten den richtigen Weg wiesen, während alle anderen Versuche der Lösung dieses Problems der Kritik nicht standhielten. Die Lösung des Problems liegt nach Leibniz in der Anerkennung, dass in der Wirklichkeit nur Individuen existieren, und dass man den Grund der Individuation nicht in irgendeinem Teil der Dinge sucht, sondern die Gegenstände auf Grund ihrer Gesamtentität für individuiert hält. Sein Grundsatz lautete deshalb: Ein jedes Individuum wird durch seine ganze Entität individuiert.

### Schopenhauer
Grundprinzip allen Seins ist nach Arthur Schopenhauers Die Welt als Wille und Vorstellung (1819) der Wille (zum Dasein), der als solcher nicht weiter hinterfragt werden kann. Ist dieser Wille das „Ding an sich“ im Anschluss an Kant, so ist jedes konkrete Seiende, die Ontologie alles dessen, was es in raum- zeitlicher Form gibt, Effekt des „principium individuationis“, das dieser Urwille aus sich entwickelt: Die Welt der Erscheinung, der „Schleier der Maya“. Das Individuationsprinzip ist als Entgegensetzung des einen Willens in die vielen Einzel-Willen Ursache des Leidens und bedarf der philosophischen Durchdringung (Tat Tvam Asi), die in einer ethisch motivierten, gleichsam buddhistischen Verneinung des Willens mündet.

### Analytische Philosophie
In der Analytischen Philosophie existieren stark divergierende Positionen bezüglich des Individuationsproblems
Für Ontologen aus der empiristischen Tradition ist das Individuierende an einem konkreten Einzelding das ihm zukommende „Bündel an Eigenschaften“. Nach dieser Bündeltheorie sind für ein Individuum all seine Eigenschaften wesentlich. Die Eigenschaften stellen die einzigen „Bestandteile“ der Individuen dar; es handelt sich um eine „Ein-Kategorie-Ontologie“.
Ein weiterer Standpunkt verlegt das Individuationsprinzip in die raum-zeitlichen Bestimmungen eines Einzeldings. Weiterhin gibt es Positionen, die davon ausgehen, dass Einzeldinge bestimmte essentielle Eigenschaften aufweisen, die einem Ding zu jeder Zeit seiner Existenz zukommen. Dabei werden etwa die „individuelle Form“ oder die „konkrete realisierte Form“ (Form token) eines Einzeldings genannt.
Eine weitere Gruppe von Standpunkten geht davon aus, dass das Individuationsprinzip auf nichts Grundlegenderes zurückgeführt werden kann. Die Individualität eines Dings ist danach durch keine seiner Eigenschaften, sondern durch das sogenannte bare particular, das reine Substratum, gegeben, welches Träger aller Eigenschaften ist.
Eine weitere Auffassung aus dem Bereich der Analytischen Philosophie entspricht derjenigen der mittelalterlichen haecceitas. Jedes Einzelding ist danach durch die Bestimmung, genau dieses da zu sein, individuiert.